# Dorothy Irving
Dorothy Patricia Fjellstedt, under en period Finer, känd som Dorothy Irving, ogift Blumfield, född 23 januari 1927 i London, död 2 december 2018 i Nacka distrikt i Stockholms län, var en brittisk-svensk sångerska (lyrisk-dramatisk sopran) och sångpedagog med interpretation som specialitet. Hon var bosatt i Sverige från 1960.  
Irving studerade cello vid Royal Academy of Music 1939–1941, vid London University 1945–1949 och på The National School of Opera 1956–1959 där hon bland annat studerade för Lotte Lehmann.
Irving utmärkte sig framför allt som romanssångerska bland annat i nära samarbete med Erik Werba och som interpret av nyskriven repertoar. Hon intresserade sig mycket för den kommunikativa aspekten av artistyrket och gav många kurser och Master class.
Dorothy Irving innehade en professur i sång vid Musikhögskolan i Malmö. Hon var ledamot av Kungliga Musikaliska Akademien. Hon ingick i den repertoargrupp – tillsammans med Carin Bartosch Edström, Kjell Ingebretsen och Anders Wiklund – som ansvarade för urvalet till den svenska operaantologin: Svenska operaarior 1874–2009 för röst och piano med 147 arior ur 89 operor av 54 tonsättare, utgiven på Stims dotterbolag Svensk Musiks Edition Suecia.
Dorothy Irving var 1948–1963 gift med smärt- och hypnosspecialisten Basil Finer (1925–2020), med vilken hon fick en son, den London-födde medicinske skribenten David Finer, född 1949, som blev far till artisten Sarah Dawn Finer. Från 1963 var hon sedan gift med matematikern Lars Fjellstedt (1930–2019), som var universitetslektor.
Dorothy Irving är begravd tillsammans med sin make Lars Fjellstedt på Norra Begravningsplatsen i Solna.

## Priser och utmärkelser
- 1993 – Ledamot nr 890 av Kungliga Musikaliska Akademien
- 1995 – Litteris et Artibus
- 2000 – Medaljen för tonkonstens främjande

## Diskografi (urval)
Album
- 1965 – Tyska Lieder och engelska folkvisor (med Carl Rune Larsson) EMI
- 1974 – Själ och landskap (Verk av Nystroem, J. Marx, Britten) (med Erik Werba) (Caprice Records)

EP
- 1969 – Sånger av Nystroem, Rangström och Karkoff (med Carl Rune Larsson) (Expo Norr)